# Un café avec
Un café avec est un feuilleton télévisé sénégalais diffusé sur la TFM à partir de 2011. En janvier 2016, plusieurs des acteurs principaux boycottent la suite du tournage de la saison 3 pour des salaires impayés. Deux mois plus tard, une solution est trouvée avec le producteur Cheikh Yérim Seck ; le tournage des 30 derniers épisodes reprend. Une saison 4 est lancée en février 2018.

## Distribution
- Boubacar Diallo (Dj Boubs)
- Katy Chimère Diaw
- Mame Diarra Thiam (Lissa)
- Oumar Traoré : Bakayoko[4]
- Pape Gora Fall : l'effaceur[5]
- Canabasse

## Production

### Fiche technique
- Titre français : Un café avec
- Réalisation : Gelongal[6]
- Scénario : Samba Diaw[7]
- Production : Cheikh Yérim Seck[7]
- Sociétés de distribution : TFM
- Pays d'origine :  Sénégal
- Langue originale : français sénégalais
- Format : couleur
- Genre : série dramatique et sentimentale
- Nombre de saisons : 4 (en cours)
- Nombre d'épisodes : ?
- Dates de première diffusion :
  - Sénégal : 2011